# Miconia abbreviata
Miconia abbreviata är en tvåhjärtbladig växtart som beskrevs av Markgr.. Miconia abbreviata ingår i släktet Miconia och familjen Melastomataceae. IUCN kategoriserar arten globalt som nära hotad. Inga underarter finns listade i Catalogue of Life.